# Lautaro
Pour les articles homonymes, voir Lautaro (homonymie).
Lautaro (en mapudungún, Levtraru ou Leftrarü) est un toqui mapuche, né vers 1535, mort en 1557. C'est sans doute le plus célèbre des chefs mapuches qui s'opposèrent aux Espagnols à leur arrivée au Chili.

## Biographie
À l'âge de 11 ans, Lautaro est capturé par les hommes de Pedro de Valdivia dans les environs de la ville de Concepcion. Il est témoin des atrocités commises par les conquistadors espagnols à l'encontre des Mapuches qui s'opposent à eux. Six années plus tard, Lautaro s'enfuit et rejoint les siens. Grâce à son éloquence et à sa bonne connaissance des techniques militaires espagnoles, il réussit à devenir un des leaders mapuches.
En 1553, il apprend, grâce à la capture d'un émissaire espagnol, que Pedro de Valdivia va prendre la route du Sud, depuis Concepción, avec ses soldats. Les Mapuches réussissent à surprendre la troupe espagnole lors de la bataille de Tucapel. Pedro de Valdivia est fait prisonnier et tué.
Le 23 février 1554, les troupes de Lautaro affrontent le gros de l'armée espagnole lors de la bataille de Marihueñu. Les Espagnols sont défaits, et les Mapuches poussent leur avantage en détruisant Concepción et la plupart des positions espagnoles d'Araucanie.
Les Espagnols parviennent à surprendre Lautaro grâce à la trahison d'un autochtone qui leur apprend où se trouve le campement mapuche : le 1er avril 1557, Francisco de Villagra et ses cavaliers font irruption dans le campement de Lautaro. La surprise est totale et le chef mapuche est tué.
Lautaro est un prénom mapuche. Il vient du mapudungún Left Treru, Left signifiant, dans ce cas, rapide, et treru désignant un rapace endémique du sud du Chili.
Le peuple mapuche est le seul peuple « découvert » à avoir été reconnu comme nation indépendante par une couronne européenne. Il possède également une constitution datant de 1860.
Les Mapuches ont résisté aux nombreuses « campagnes de pacification » menées par les métis. Ils sont « tombés » plus tard face au Chili et à l'Argentine, mais sont restés indépendants face aux Espagnols.

## Postérité
Dans le jeu vidéo Civilization VI, sorti en 2016, Lautaro est le dirigeant de la civilisation mapuche. 